# Peter Shinkoda
Peter Shinkoda (Montréal, 25 marzo 1971) è un attore canadese.

## Filmografia parziale

### Cinema
- Paycheck, regia di John Woo (2003)
- Miracle, regia di Gavin O'Connor (2004)
- Io, robot (I, Robot), regia di Alex Proyas (2004)
- Il diario di Jack (Man About Town), regia di Mike Binder (2006)
- Rogue - Il solitario (War), regia di Philip G. Atwell (2007)
- The Hole, regia di Joe Dante (2009)
- Godzilla, regia di Gareth Edwards (2014)
- Western Religion, regia di James O'Brien (2015)
- The Predator, regia di Shane Black (2018)
- Midway, regia di Roland Emmerich (2019)

### Televisione
- Power Rangers (Mighty Morphin Power Rangers) – serie TV, episodi 3x01-3x02-3x03 (1995)
- Masked Rider: il cavaliere mascherato (Masked Rider) – serie TV, episodio 1x01 (1995)
- Cold Squad - Squadra casi archiviati (Cold Squad) – serie TV, episodi 4x11-4x12 (2001)
- Dark Angel – serie TV, episodio 2x20 (2002)
- Andromeda – serie TV, episodio 3x13 (2003)
- Kingdom Hospital – miniserie TV (2004)
- The L Word – serie TV, episodi 1x02-1x07-2x03 (2004-2005)
- Supernatural – serie TV, episodio 1x06 (2005)
- Stargate SG-1 – serie TV, episodio 9x15 (2006)
- Sanctuary – Webserie, episodio 1x01 (2007)
- Riverworld, regia di Stuart Gillard – miniserie TV (2010)
- Mortal Kombat: Legacy – serie TV, episodio 1x09 (2011)
- Falling Skies – serie TV, 21 episodi (2011-2013)
- Hawaii Five-0 – serie TV, episodio 4x18 (2014)
- Daredevil – serie TV, 9 episodi (2015-2016)
- L'uomo nell'alto castello (The Man in the High Castle) – serie TV, 4 episodi (2019)
- Salvage Marines – serie TV, 6 episodi (2022)

## Doppiatori italiani
Nelle versioni in italiano delle opere in cui ha recitato, Peter Shinkoda è stato doppiato da:
- Gianluca Solombrino in Falling Skies
- Francesco Sechi in Hawaii Five-0
- Sacha Pilara in Daredevil
- Fabrizio Dolce in Magnum P.I.
- Stefano Starna in The Predator